# Ryder Monroe
Ryder Monroe (Reston, Virginia; 14 de septiembre de 1986) es una actriz pornográfica, modelo erótica y modelo de cámara web transexual estadounidense.

## Biografía
Lawson es natural de la ciudad de Reston, en el condado de Fairfax de la Mancomunidad de Virginia, donde nació en septiembre de 1986. Cumplida la mayoría de edad se trasladó hasta Manhattan, donde se inscribió en el Institute of Audio Research para iniciar una carrera dentro de la producción musical. En su etapa en Nueva York comenzó a entrar en contacto con la comunidad LGTBI, y acabó siendo vocalista de una banda de glam rock. Comenzó su proceso de transición TSH a comienzos de 2011.
Iniciado su proceso de transición, comenzó a realizar sus primeras sesiones como modelo de cámara web hasta llamar la atención de Jasmine Jewels, fotógrafa y actriz transexual adscrita a la productora SMC Network (Shemale-Club), quien la invitó a una sesión fotográfica para el sitio web. Más adelante, la misma productora le daría su primera oportunidad en la industria del cine para adultos, debutando como actriz en 2011, con 25 años.
Como actriz, ha trabajado con estudios como Grooby Productions, Devil's Film, Evil Angel, Pulse Distribution, Third World Media, Trans Angels, Trans500, Mile High, Gender X, Exquisite, Kink.com, Mancini Productions o Transsensual, entre otros.
En 2019 logró su primera nominación en los Premios XBIZ en la categoría de Artista transexual del año. Al año siguiente, recibiría también su primera nominación en los Premios AVN, siendo reconocida en la categoría homónima de Artista transexual del año.
Ha aparecido en más de 90 películas como actriz.

## Premios y nominaciones
| Año  | Ceremonia                  | Resultado | Premio                     | Trabajo                              |
| ---- | -------------------------- | --------- | -------------------------- | ------------------------------------ |
| 2011 | Tranny Awards              | Nominada  | Mejor modelo hardcore      | —                                    |
| 2011 | Tranny Awards              | Nominada  | Mejor nueva cara           | —                                    |
| 2012 | Tranny Awards              | Nominada  | Mejor escena               | Ryder Monroe and Christian, Hardcore |
| 2012 | Tranny Awards              | Nominada  | Mejor modelo solo          | —                                    |
| 2013 | Tranny Awards              | Nominada  | Mejor modelo solo          | —                                    |
| 2015 | Transgender Erotica Awards | Nominada  | Mejor artista              | —                                    |
| 2019 | Premios XBIZ               | Nominada  | Artista transexual del año | —                                    |
| 2019 | Transgender Erotica Awards | Nominada  | Mejor escena chico/chica   | Trannylicious 2                      |
| 2019 | Transgender Erotica Awards | Nominada  | Mejor modelo hardcore      | —                                    |
| 2019 | Transgender Erotica Awards | Nominada  | Mejor modelo solo          | —                                    |
| 2020 | Premios AVN                | Nominada  | Artista transexual del año | —                                    |
| 2020 | Transgender Erotica Awards | Nominada  | Mejor escena chica/chica   | Transsexual Mashup 3                 |
| 2020 | Transgender Erotica Awards | Nominada  | Mejor modelo solo          | —                                    |
| 2021 | Premios AVN                | Nominada  | Artista transexual del año | —                                    |